# Pierrefitte-en-Cinglais

Pierrefitte-en-Cinglais este o comună în departamentul Calvados, Franța. În 1 ianuarie 2022 avea o populație de 237 de locuitori.